# Popillia lerui
Popillia lerui är en skalbaggsart som beskrevs av Limbourg 2007. Popillia lerui ingår i släktet Popillia och familjen Rutelidae. Inga underarter finns listade i Catalogue of Life.